# Istrska žagorožka
Istrska žagorožka (znanstveno ime Melitta tomentosa) je vrsta samotarske čebele iz rodu žagorožk (Melitta), ki živi na severu Sredozemlja. Do zdaj znani areal, ki obsega območje Istre in Kvarnerja v severovzhodni Italiji, jugozahodni Sloveniji in severozahodni Hrvaški, meri manj kot 1300 km².
Žagorožke so znane po tem, da imajo ozek nabor rastlinskih vrst, ki jih obiskujejo, in tudi istrska žagorožka je po do zdaj znanih podatkih specializirana za eno samo, piramidasto zvončico. Sicer je razmeroma velika in močna predstavnica čebel.
Vrsto je opisal nemški entomolog Heinrich Friese po primerkih, ki jih je nabral Hrvat Antun Korlević v bližini Reke na Hrvaškem. Kasneje je bila vrsta odkrita tudi pri Crikvenici, na otoku Krku in vzdolž Kraškega roba do zaledja Trsta, kjer obilno uspeva piramidasta zvončica. Gostiteljska rastlina ima sicer ilirsko-jadransko razširjenost in uspeva ob vzhodnih obalah Jadrana vse do Albanije, vendar ni gotovo, da tudi istrska žagorožka poseljuje to celotno območje, saj lahko njeno območje razširjenosti omejujejo še drugi pogoji.